# 臺銀人壽
臺銀人壽保險公司，簡稱臺銀人壽，是臺灣一家人壽保險公司，前身為中央信託局人壽保險處。2008年1月1日臺灣金融控股公司成立後，臺銀人壽為其旗下壽險子公司，為國內唯一國營的人壽保險公司，總公司設於臺北市，全台灣於桃園、新竹、臺中、嘉義、臺南、高雄等設有六家分公司，以及花蓮服務中心。

## 沿革

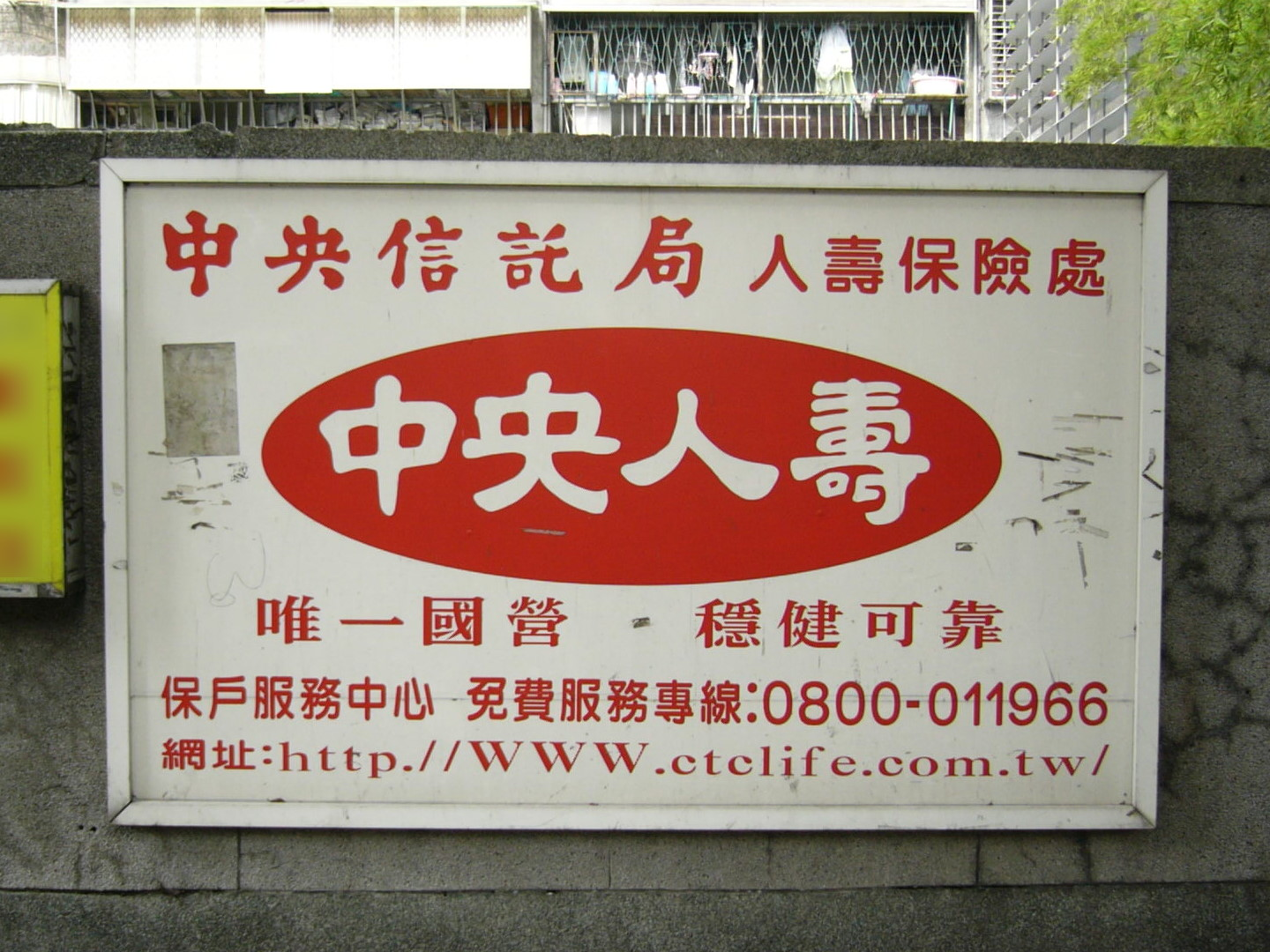
中央人壽廣告牌

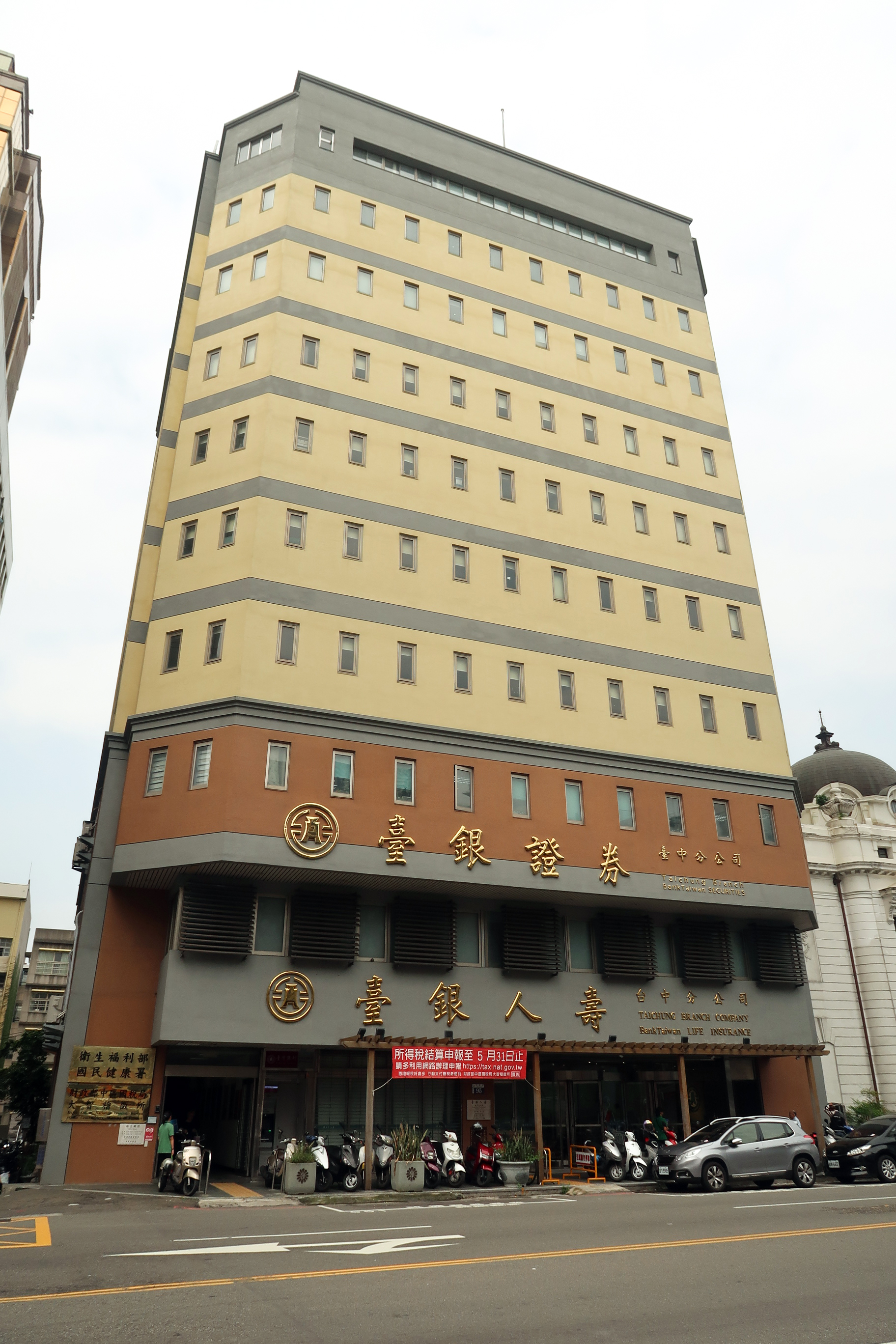
臺銀人壽台中分公司

- 1941年3月1日：中央信託局人壽保險處成立。
- 1950年6月1日：中央信託局人壽保險處開辦中華民國國軍軍人保險業務，製發「中華民國軍人保險證」給被保險人。
- 1983年3月：中央信託局以「中央人壽」為人壽保險業務商標名稱。
- 2003年7月1日：中央信託局人壽保險處依法改制為中央信託局股份有限公司人壽保險處。
- 2007年7月1日：中央信託局與臺灣銀行合併，中央信託局人壽保險處更名為臺灣銀行人壽保險部，商標名稱改為「臺銀人壽」。
- 2008年1月1日：臺灣金融控股股份有限公司（臺灣金控）成立；次日，臺灣銀行人壽保險部改制為臺銀人壽保險股份有限公司，為臺灣金控之子公司，商標名稱仍為「臺銀人壽」。

## 組織架構
- 1983年11月：中央信託局人壽保險處增設高雄壽險服務課。
- 1984年9月：中央信託局人壽保險處增設臺中壽險服務課。
- 1988年7月：中央信託局人壽保險處臺中、高雄壽險服務課改制為服務科。
- 1990年6月：中央信託局人壽保險處增設花蓮辦事處。
- 1992年5月：中央信託局人壽保險處臺中、高雄壽險服務科及花蓮辦事處改制為通訊處。
- 1993年2月：中央信託局人壽保險處增設桃園、新竹通訊處。
- 1993年7月：中央信託局人壽保險處增設臺南通訊處。
- 1993年8月：中央信託局人壽保險處增設嘉義通訊處。
- 1998年6月：中央信託局人壽保險處桃園、臺中、臺南及高雄通訊處改制為分處。
- 1998年10月：中央信託局人壽保險處增設臺北分處，新竹、嘉義及花蓮通訊處改制為分處。
- 2007年7月1日：中央信託局與臺灣銀行合併，中央信託局人壽保險處更名為臺灣銀行人壽保險部，臺北、桃園、新竹、臺中、嘉義、臺南、高雄及花蓮分處改為分部。
- 2008年1月2日：臺灣銀行人壽保險部改制為臺銀人壽保險公司，臺北、桃園、新竹、臺中、嘉義、臺南、高雄及花蓮分部改為分公司。
- 2022年6月1日：裁撤花蓮分公司，同日啟用花蓮服務中心。

歷年所屬組織名稱列表
| 起訖年份  | 公司名稱             | 組織名稱   |
| 1983~1988 | 中央信託局人壽保險處 | 壽險服務課 |
| 1988~1992 | 中央信託局人壽保險處 | 壽險服務科 |
| 1992~1998 | 中央信託局人壽保險處 | 通訊處     |
| 1998~2007 | 中央信託局人壽保險處 | 分處       |
| 2007~2008 | 臺灣銀行人壽保險部   | 分部       |
| 2008~     | 臺銀人壽保險公司     | 公司       |

## 外部連結
- 臺銀人壽 （页面存档备份，存于）（繁體中文）
- 臺灣銀行 （页面存档备份，存于）（繁體中文）（英文）
- 臺灣金控 （页面存档备份，存于）（繁體中文）（英文）